# This Afternoon
This Afternoon – ósmy singel kanadyjskiego zespołu rockowego Nickelback, pochodzący, a zarazem promujący płytę „Dark Horse” wydaną w 2008 roku. Singel z utworem ukazał się jedynie w samych Stanach Zjednoczonych w formie singla radiowego, oraz digital download. Został wydany 23 marca 2010 roku. Jest ostatnim singlem z albumu. Utwór trwa 4 minuty i 34 sekundy i jest najdłuższym utworem znajdującym się na płycie, oraz jednym z dłuższych w dorobku zespołu. Utwór został zamieszczony na jedenastej, ostatniej pozycji na krążku. Autorem tekstu do utworu jest wokalista grupy, Chad Kroeger. Muzykę skomponował wspólnie cały zespół, wraz z producentem płyty, Robertem Langiem. Jest to jedna z pięciu piosenek na płycie, w której udział kompozytorski ma Lange.

## Znaczenie tekstu
Tekst utworu ma charakter optymistyczny. Wokalista grupy Chad Kroeger w wywiadzie dla MTV News wyznał iż utwór ten był inspirowany przez własne doświadczenia życiowe. Wyjaśnił iż jest to dobry rock and roll wzorowany na piosence Gartha Brooksa „Friends In Low Places”. Piosenka odnosi się do mieszkania w kilkanaście osób w jednym domu. Kroeger opisuje czterech młodych współlokatorów mieszkających w jednym mieszkaniu. Ledwo dawali sobie radę. Starali sobie znaleźć pieniądze na zakup piwa. Ta piosenka jest swoistym wspomnieniem o starych czasach. Na stronie internetowej wytwórni, basista Mike Kroeger wyjaśnił iż piosenka jest swoistym wspomnieniem dzieciństwa muzyków. W czasie ich dorastania każdy słuchał muzyki country.
Brzmienie utworu utrzymane jest w stylistyce country rocka, gdzie słychać grę gitar akustycznych, oraz elektrycznych. Utwór ze względu na swoje brzmienie jest uznawany za swego rodzaju kontynuację piosenki „Rockstar”, która charakteryzuje się podobnym brzmieniem. Kompozytorem utworu jest wspólnie cały zespół, oraz producent Robert Lange. Jest to jeden z pięciu utworów zawartych na płycie, gdzie Lange miał swój wkład kompozytorski.
Utwór „This Afternoon” zadebiutował na żywo podczas koncertu inaugurującego trasę „Dark Horse Tour” w Nashville, 25 lutego 2009 roku. Obecnie jest dość często grany na koncertach przez zespół.

## Teledysk
Teledysk do utworu został potwierdzony przez wytwórnię, która napisała „Przygotujcie się na widok, jakiego jeszcze nigdy wcześniej nie widzieliście”. Premiera video nastąpiła 4 maja 2010 roku. Teledysk był do pobrania za darmo przez 24 godziny z iTunes. Podczas przygotowań, oraz nagrań, Roadrunner Records umieszczało na swojej stronie screeny z planu zdjęciowego. teledysk przedstawia młodego chłopaka, który urządza przyjęcie dla swoich przyjaciół. Zaprasza wiele młodych atrakcyjnych kobiet, oraz kolegów. Zespół występuje w roli porwanych i siłą doprowadzonych na miejsce muzyków, którzy grają dla młodych ludzi podczas wspólnej zabawy. Zachowanie w teledysku doskonale odzwierciedla słowa piosenki. W teledysku ukazane są m.in. efektowne skoki do basenu, oraz sceny z policją która przyjeżdża na miejsce zabawy, aby uciszyć młodych imprezujących ludzi.
Teledysk, mimo iż premiera była zaplanowana na 4 maja, trzy dni wcześniej ukazał się w internecie w serwisie „Video Of The Day”.

## Lista utworów na singlu
| Nr |  | Tytuł                                 | Tekst        | Muzyka              | Długość |
| -- |  | ------------------------------------- | ------------ | ------------------- | ------- |
| 1. |  | „This Afternoon” (Album Version)      | Chad Kroeger | Nickelback/R. Lange | 4:34    |
| 2. |  | „This Afternoon” (Clean Edit Version) | Chad Kroeger | Nickelback/R. Lange | 4:14    |

## Twórcy
Nickelback
- Chad Kroeger – śpiew, gitara rytmiczna, produkcja
- Ryan Peake – gitara prowadząca, wokal wspierający
- Mike Kroeger – gitara basowa
- Daniel Adair – perkusja, wokal wspierający

Produkcja
- Nagrywany: marzec–sierpień 2008 roku w „Mountain View Studios” (Abbotsford) Vancouver, Kolumbia Brytyjska
- Produkcja: Robert Lange, Chad Kroeger, Joe Moi
- Miks utworu: Randy Staub w „The Warehouse Studio” w Vancouver
- Inżynier dźwięku: Robert Lange oraz Joe Moi
- Asystent inżyniera dźwięku: Zach Blackstone
- Mastering: Ted Jensen w „Sterling Sound”
- Operator w studiu: Bradley Kind
- Obróbka cyfrowa: Olle Romo oraz Scott Cooke
- Zdjęcia: Chapman Baehler
- Projekt i wykonanie okładki: Jeff Chenault & Eleven 07
- A&R: Ron Burman

Pozostali
- Szef studia: Jason Perry
- Management: Bryan Coleman z Union Entertainment Group
- Pomysł okładki: Nickelback
- Aranżacja: Chad Kroeger, Ryan Peake, Mike Kroeger, Daniel Adair, Robert Lange
- Tekst piosenki: Chad Kroeger
- Wytwórnia: Roadrunner, EMI

## Notowania
| Lista (2009/2010)       | Najwyższa pozycja |
| ----------------------- | ----------------- |
| Canadian Hot 100        | 20                |
| Billboard Hot 100       | 46                |
| Hot Adult Top 40 Tracks | 12                |
| Top 40 Mainstream       | 31                |
| Billboard Digital Songs | 53                |
| Billboard Radio Songs   | 70                |